# Kelisia fallax
Kelisia fallax är en insektsart som beskrevs av Ribaut 1934. Kelisia fallax ingår i släktet Kelisia och familjen sporrstritar. Inga underarter finns listade i Catalogue of Life.